# Alphonse-Marie Coulon
Alphonse-Marie Coulon (Moeskroen, 20 januari 1847 - Halluin, 28 december 1927) was een priester van het bisdom Brugge actief in het Frans-Belgische grensgebied van de provincie West-Vlaanderen. Naast zijn kerkelijke activiteiten onderzocht hij de lokale geschiedenis en schreef er meerdere boeken over. Hij was de oprichter van de Sint-Alfonsuskerk in het Franse Halluin.

## Levensloop
Als jonge priester was hij actief in de West-Vlaamse grensgemeente Rekkem. Zijn oog viel vanuit Rekkem op de nabij gelegen Halewijnberg in het Franse Halluin, waar hij een parochie wilde stichten.
Tussen 1886 en 1889 werd hij actief in Halluin met de oprichting van de Sint-Alfonsusparochie en -kerk. In 1886 begon hij eerst met de bouw van een kleine meisjesschool onder de hoede van de Dochters van de Wijsheid. Hierbij hoorde ook een pastorie en een kapel waar hij de mis opdroeg voor de omliggende bewoners. Kort nadien werd hij uit Frankrijk verbannen door het lokale antiklerikaal bestuur.  
Nadat hij zijn Franse afkomst had bewezen, kon hij in 1889 terugkeren. Op 15 oktober 1895 werd de eerste kerksteen gelegd en op 17 februari 1898 leidde Coulon de eerste misviering in de nieuwe kerk zonder klokken. De eerste klok zou pas in 1910 geplaatst worden. Een kleurrijk glasraam gewijd aan de oprichters verbeeld de priester.
Coulon droomde ook nog van de oprichting van een kerk ter ere van Notre-Dame-des-Fièvres in het gehucht Colbras.
Over meerdere decennia verspreid schreef hij boeken over de geschiedenis van gemeenten aan weerszijde van de West-Vlaamse landsgrens met Frankrijk.
Op 28 december 1927 overleed Coulon op de Halewijnberg in de Franse grensgemeente Halluin. Hij rust op de begraafplaats van Halluin in het monumentaal graf voor abten en priesters.
Als eerbetoon en herinnering werd in de Meense deelgemeente Rekkem de Priester Coulonstraat naar hem vernoemd. In Halluin bestaan zowel de Rue Abbé Coulon als de Place Abbé Coulon.